# Wolfgang Struve (Paläontologe)
Wolfgang Struve (* 24. Dezember 1924 in Kassel; † 19. April 1997) war ein deutscher Paläontologe. Er war leitender Mitarbeiter am Senckenberg Naturmuseum und befasste sich insbesondere mit Trilobiten, Brachiopoden und der Biostratigraphie des Devons besonders der Eifel.
Struve war der Sohn eines Oberzollsekretärs. Im Zweiten Weltkrieg kam er als Soldat in US-amerikanische Kriegsgefangenschaft in die USA. Nach der Entlassung 1946 studierte er Geologie an der Johann-Wolfgang-Goethe-Universität Frankfurt am Main, wo er 1950 sein Diplom machte und 1951 bei Rudolf Richter promoviert wurde (Zur Geologie des Ost-Teiles der Hillesheimer Mulde (Mittel-Devon der Eifel)). Danach war er am Senckenberg-Museum, das er schon ab 1949 als freiwilliger Helfer wieder mit aufgebaut hatte und wo er Assistent von Richter war. 1956 wurde er Kustos und gab mit Richter und nach dessen Tod 1957 als Hauptschriftleiter die Zeitschrift Senckenbergiana lethaea heraus. 1959 bis zu seiner Pensionierung 1989 leitete er die Geologische Abteilung im Senckenberg-Museum.
Er befasste sich insbesondere mit dem (Mittel-)Devon der Eifel (und da der Hillesheimer Kalkmulde) und insbesondere seinen Brachiopoden, mit denen er sich besonders intensiv in den 1960er Jahren befasste, und Trilobiten (daneben auch Korallen). Schon in seiner Diplomarbeit und Dissertation kartierte er die Gegend von Hillesheim (Eifel).
Er war sowohl ehrenamtliches als auch ewiges Mitglied der Senckenbergischen Naturforschenden Gesellschaft. 1988 erhielt er die Cretzschmar-Medaille und 1995 für einen Aufsatz über eine Trilobiten-Gattung aus Marokko den Alexander-von-Humboldt-Gedächtnispreis. Er war Mitglied der Paläontologischen Gesellschaft und Mitglied der nationalen und internationalen Subkommission zur Devon-Stratigraphie. Seine Feinstratigraphie war später Grundlage der Übertragung auf andere Gegenden, wobei die Zuordnung heute meist mit Conodonten erfolgt (am Senckenberg durch Willi Ziegler und Karsten Weddige vertreten).
1982 identifizierte er einen Great Gap im Mitteldevon in der Fossilienüberlieferung.

## Schriften
- mit E.-E. Hotz, W. Kräusel: Die Eifel-Mulden von Hillesheim und Ahrdorf, Beihefte zum Geologischen Jahrbuch (Landesamt für Bodenforschung Hannover), Band 17, 1955, S. 45–192, mit geolog. Karte 1:25.000.
- The Eifelian within the Devonian frame: history, boundaries, definitions, Courier Forschungsinstitut Senckenberg, Band 55, 1982, S. 401–432
- mit R. Werner, K. Vogel: Eifel Excursion Guidebook, Frankfurt 1980